# Johan Henrik Hanck
Johan Henrik Trutzschler Hanck (26. januar 1776 i Christiania - 23. juli 1840 i København) var en dansk tegner, maler, bygningskonduktør og lærer.
Han blev student fra latinskolen i Christiania 1795 og cand. theol. fra Københavns Universitet 1801. Han virkede som lærer ved Odense Katedralskole fra 1802, blev stiftsbygningskonduktør for Fyn 1807 og var redaktør af Fyens Stifts Avis (kaldet Iversens Avis) fra 1827. Som arkitekt har han tegnet Lahns Stiftelse, Nedergade 36 i Odense (1804), Den gl. Borgerskole, Algade 8 i Middelfart, nu bibliotek (1816) samt en skole i Assens (1824).
Hanck blev 1806 gift med Madseline Antoinette Iversen, en datter til den velhavende bogtrykker Iversen i Odense.
Hanck udførte små prospekter i gouache og akvarel af historiske mærkværdigheder i og omkring Odense, blandt fra den romantiske have ved Sanderumgaard
H.C. Andersen og andre fremtrædende personer fra Odense kom i Hancks hjem, og deres bekendtskab omtales i artiklen om datteren Marie Kirstine Henriette (1807-46) i Dansk biografisk Lexikon. To af Hancks døtre blev begge gift med Ludvig Læssøe.